# Karen Bardsley

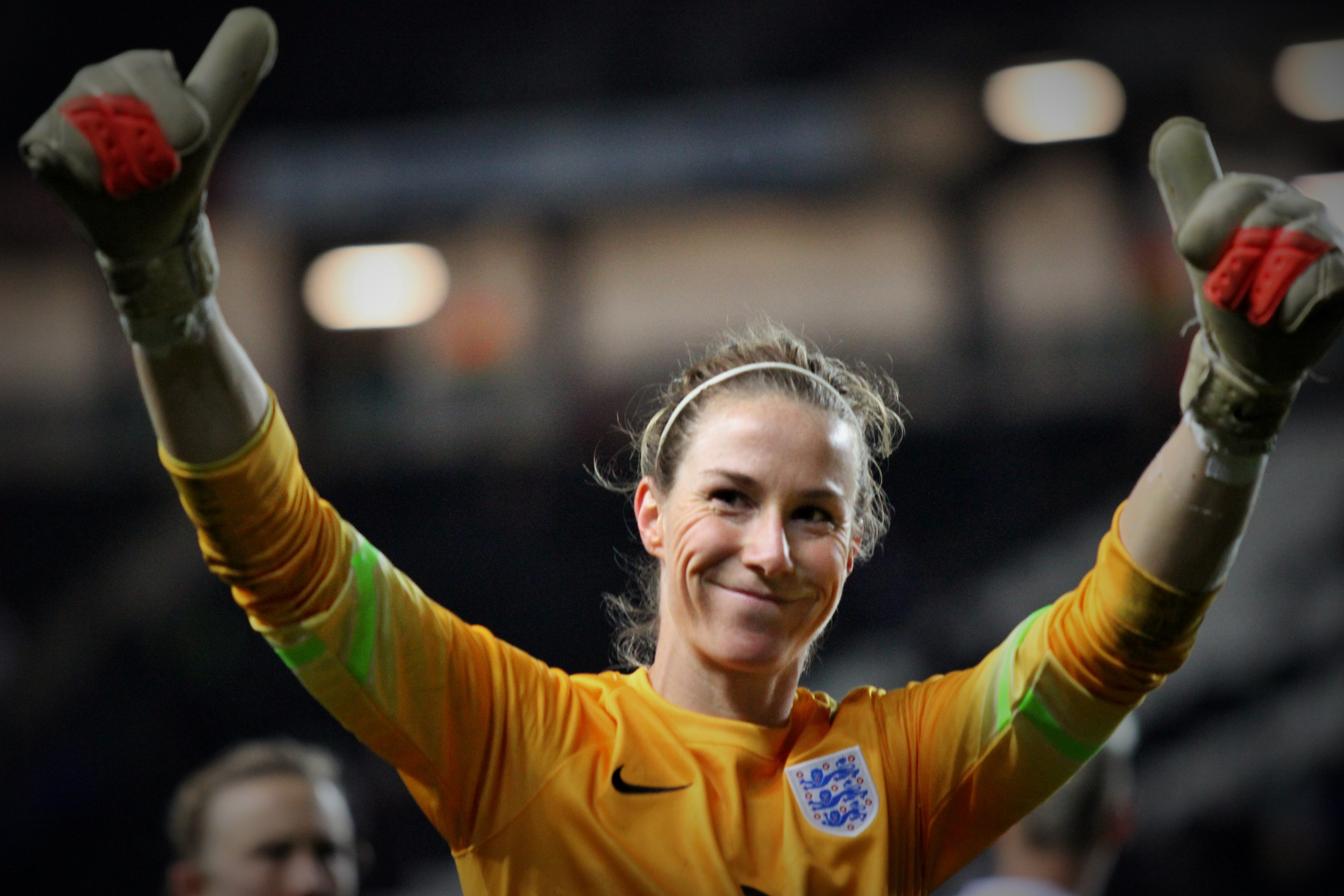
Karen Bardsley i samband med en match mot USA 2015.

Karen Bardsley, född den 14 oktober 1984 i Santa Monica, är en amerikanskfödd engelsk fotbollsspelare (målvakt). Hon representerar klubben Manchester City WFC.
Bardsley var en del av Englands trupp i världsmästerskapet i Kanada år 2015. Hon vaktade målet i samtliga lagets matcher i turneringen, där England tog ett historiskt brons; den första VM-medalj nationen lyckats erövra i fotboll för damer.
Karen Bardsley debuterade i landslaget i en match mot Nordirland den 9 mars 2005.